# 536 TCN
536 TCN là một năm trong lịch La Mã. Trong đế chế La Mã, nó được gọi là năm 218 Ab urbe condita. Việc xác định năm 536 TCN cho năm nay đã được sử dụng từ thời kỳ thời Trung cổ, khi lịch Anno Domini trở thành phương pháp phổ biến ở châu Âu trong những năm đặt tên.